# Мая (Чад)
Мая (фр. Maya) — деревня в Чаде, расположенная на территории региона Мандуль.

## Географическое положение
Деревня находится в южной части Чада, на левом берегу реки Гуму (приток реки Уам), вблизи границы с ЦАР, на высоте 381 метра над уровнем моря.
Населённый пункт расположен на расстоянии приблизительно 550 километров к юго-востоку от столицы страны Нджамены.

## Климат
Климат деревни характеризуется как тропический, с сухой зимой и дождливым летом (Aw в классификации климатов Кёппена). Среднегодовая температура воздуха составляет 26,3 °C. Средняя температура самого холодного месяца (декабря) составляет 24,3 °С, самого жаркого месяца (апреля) — 29 °С. Расчётная многолетняя норма осадков — 1169 мм. В течение года количество осадков распределено неравномерно, основная их масса выпадает в период с апреля по октябрь. Наибольшее количество осадков выпадает в августе (264 мм).

## Транспорт
Ближайший аэропорт расположен в городе Моисала.